# Rouveen

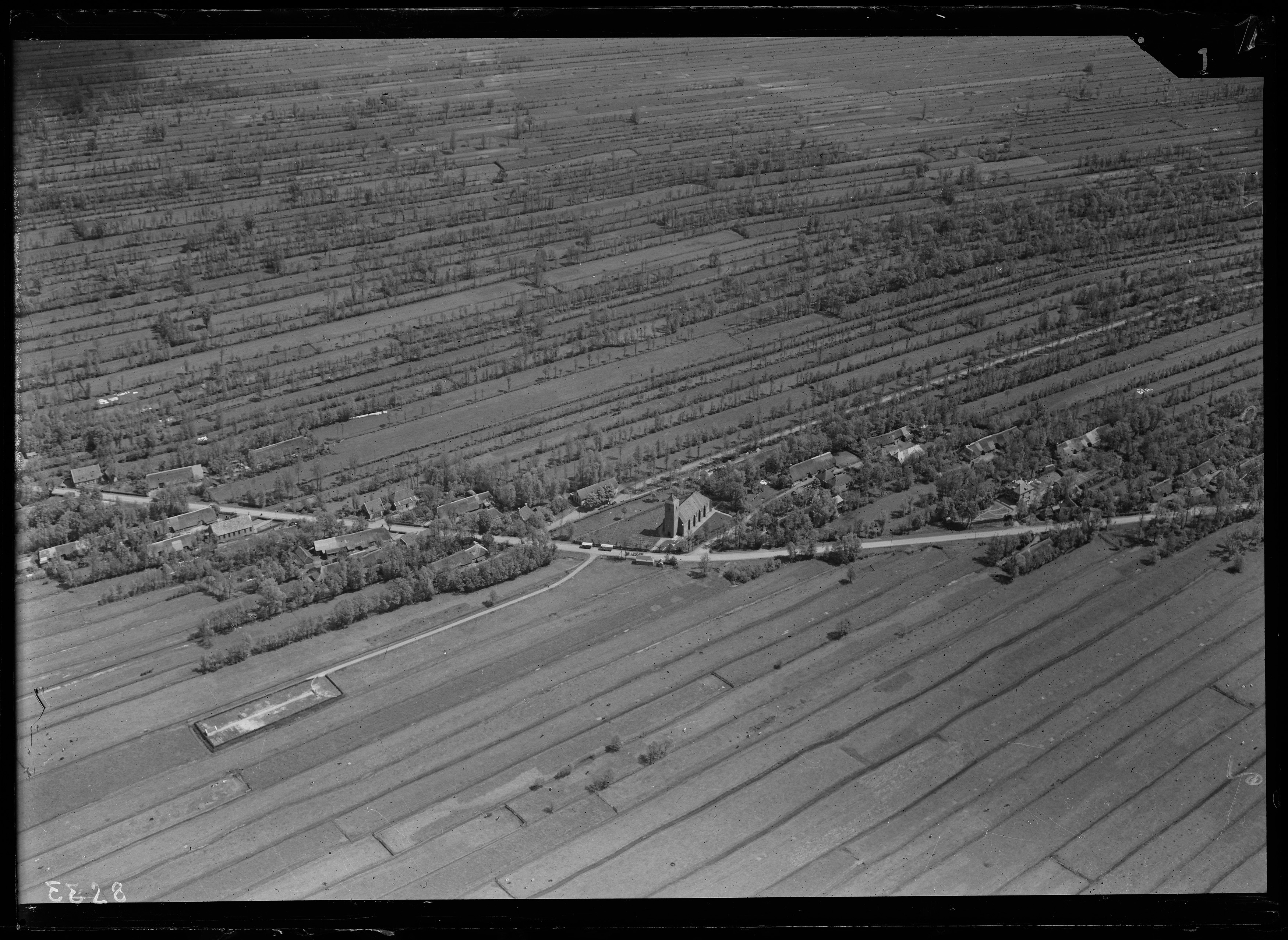
Slagenlandschap rond Rouveen tussen de Wereldoorlogen, met Nederlands Hervormde Kerk

Rouveen (Nedersaksisch: Roevène [rɔ̝uv̥ɛ̝ːnə]) is een kerkdorp in de Nederlandse gemeente Staphorst (provincie Overijssel). In 2023 telde het dorp ruim 4.190 inwoners. Samen met het dorp Staphorst is Rouveen een typisch voorbeeld van lintbebouwing, die een totale lengte heeft van ongeveer 8 kilometer langs de Oude Rijksweg en aan de zuidzijde eindigt bij De Lichtmis.
Het dorp kent een eigen lied: Bee de grote watertoren.
In het centrum aan het Kerkplein staat de hervormde kerk. Verder zijn er nog diverse andere kerken eveneens van protestantse gezindte. Het dorp kent lokale middenstanders voor de dagelijkse behoeften, er zijn geen grote ketens gevestigd, een supermarkt ontbreekt.
Oorspronkelijk lag Rouveen westelijker dan tegenwoordig. Als gevolg van veenafgraving, de inklinkende veenbodem en de daardoor drassige bodem trokken de bewoners naar hoger gelegen streken. Door de doorgaande vervening bij Rouveen raakte het dorp steeds verder verwijderd van het Zwartewatersklooster. Daarom kreeg het klooster in 1282 toestemming om een kerk te stichten in Rouveen. De kerk verrees aan het tegenwoordige Scholenland. Doordat de vervening ook in de jaren hierna nog door ging is het dorp nog tweemaal verplaatst in oostelijke richting.

## Onderwijs en wonen
In 2010 is vergunning afgegeven voor het bouwen van een multifunctioneel gebouw (aan de Korte Kerkweg in Rouveen). De twee in het dorp aanwezige basisscholen (resp. de Triangel en de Levensboom), peuterspeelzaal (Op Stap) én de bibliotheek zijn daarmee ondergebracht in één accommodatie. De combischool heeft tevens een gymlokaal en de accommodatie kan gebruikt worden door diverse verenigingen uit Rouveen.
Aangrenzend aan de combischool is een zorgcomplex gerealiseerd. Het appartementencomplex met 24 appartementen is (met name) bestemd voor ouderen die willen wonen in combinatie met zorg, welzijn en/of dienst(en).

## Dorpskarakteristiek
Het dorpskarakter van Rouveen komt onder andere tot uiting door jaarlijks terugkerende evenementen als De Munnikenslagloop, het klompenracespektakel, een feestweek, een paardenkeuring en -concours en de autorodeo op Koningsdag.
Het aantal vrouwen dat in klederdracht loopt is in vergelijking met Staphorst aanmerkelijk lager. Wel heeft Rouveen met Staphorst gemeen dat zondagsrust er de norm is. Dat uit zich in een rustig straatbeeld op zondag en geen koopzondagen.
Tot in de jaren veertig van de twintigste eeuw werd er in Rouveen gebruikgemaakt van het zogenaamde nachtvrij-luik. Hierdoor kon een jongen zich toegang verschaffen tot de woning en het bed van een meisje, om elkaar beter te leren kennen.

## Melkbusmonument

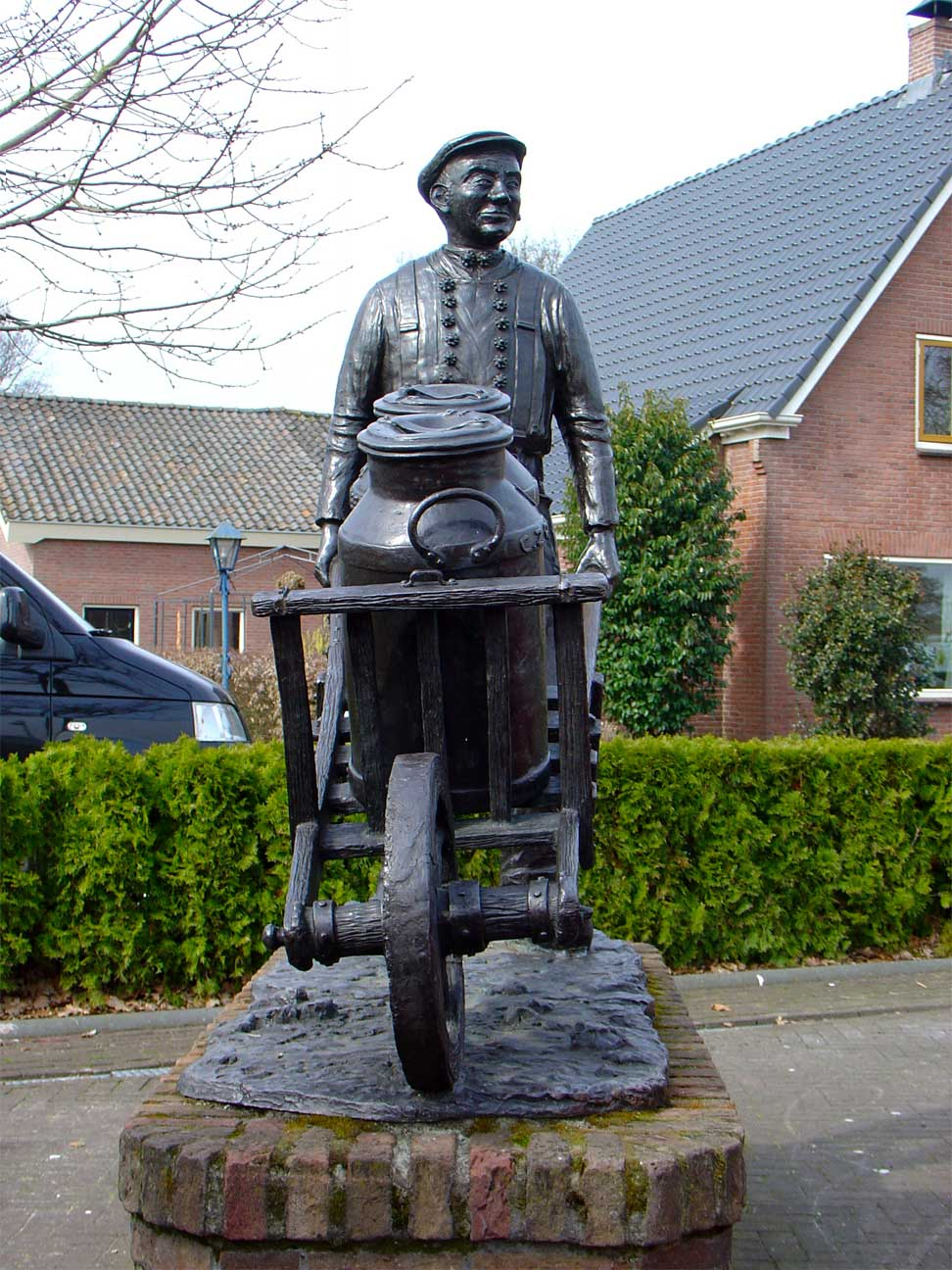
De laatste melkbus door E. van Heck (geplaatst in 2002)

Op het Kerkplein in Rouveen staat het Melkbusmonument, een eerbetoon aan de laatste melkbus, die door het gebruik van melktanks en automatisering in 1998 werd afgedankt. Het melkbusmonument is ontstaan door een ludieke actie van een vriendengroep tijdens de jaarwisseling en is gefinancierd door de plaatselijke zelfstandige coöperatieve zuivelfabriek "De kleine winst".

## Monumenten
Voor monumenten in Rouveen, zie:
- Lijst van rijksmonumenten in Rouveen
- Lijst van gemeentelijke monumenten in Rouveen

## Scholen
Peuterspeelzaal en basisonderwijs:
- PSZ Op Stap
- CBS De Triangel
- GBS De Levensboom

Voor voortgezet onderwijs is men aangewezen op scholen in de omgeving zoals in Staphorst, Meppel, IJsselmuiden, Kampen, Nieuwleusen, Zwartsluis en Zwolle.

## Geboren
- Willem Pieter Cornelis Bos (1897-1961), burgemeester en dierenarts
- Hendrik Jan Korterink (1955-2020), misdaadjournalist, auteur
- Harm Hoeve (1964), organist
- Bert Konterman (1971), voetballer
- Jenita Hulzebosch-Smit (1974), schaatsster
- Gretha Smit (1976), schaatsster
- Arjan Smit (1978), schaatser

Hoofdplaats: Staphorst      Dorpen: Rouveen · IJhorst

Buurtschappen: Halfweg · Hamingen · Lankhorst · De Leijen · De Lichtmis (deels) · Punthorst · Slingenberg (deels) · Westerhuizingerveld (deels)

Overijssel · Steden en dorpen in Overijssel      Nederland · Provincies · Gemeenten